# 에이루트
주식회사 에이루트(영어: Aroot)는 대한민국의 제조 기업으로,샤오미의 대한민국 공식 파트너사이다.

## 자회사
- 동래온천자산개발
- 세우테크노산업
- 에이루트개발
- 에이루트호텔앤리조트
- 우진홀딩스
- NSRC